# Киллер Майк
Майкл Сантьяго Ре́ндер (англ. Michael Santiago Render; 20 апреля 1975), наиболее известный под сценическим псевдонимом Киллер Майк (англ. Killer Mike) — американский рэпер, актёр и активист.

## Карьера
Киллер Майк дебютировал на треке OutKast «Snappin' and Trappin'» из альбома Stankonia (2000) и принимал участие в записи их сингла «The Whole World», награждённого премией «Грэмми». Его дебютный альбом Monster вышел в 2003 году. В качестве ведущего сингла с него была выпущена песня «Akshon (Yeah!)», на которой гостевой вокал записал рэп-дуэт OutKast. Она также вошла в саундтрек к видеоигре Madden NFL (версии 2004 года), и кроме того, специально для игры рэпер сделал ремикс этой песни. Второй сингл с пластинки «A.D.I.D.A.S.» (сокращение от «All day I dream about sex») с участием Big Boi и Слипи Брауна занял 60-е место в чарте Billboard Hot 100, и до сих пор это — наивысшее сольное достижение исполнителя в песенном хит-параде США. Диск Monster достиг 10-го места в Billboard 200. Релиз второго альбома Ghetto Extraordinary несколько раз откладывался из-за разногласий между Big Boi и Sony Records. В середине 2000-х годов Киллер Майк входил в состав рэп-супергруппы Purple Ribbon All-Stars.
Последний на сегодняшний день альбом рэпера R.A.P. Music 2012 года был спродюсирован Эл-Пи и высоко оценён музыкальными критиками. Эл-Пи и Киллер Майк записали совместную песню «Butane (Champion’s Anthem)».
В этом же году Киллер Майк был приглашённым артистом в альбоме Эл-Пи Cancer 4 Cure.
Когда альбомы R.A.P. Music и Cancer 4 Cure вышли с разницей в несколько недель друг от друга, два рэпера решили отправиться в совместное турне. Успех тура в конечном итоге привел к решению записываться как дуэт, который они назвали Run the Jewels.
Run the Jewels выпустили одноименный альбом 26 июня 2013 года.
В следующем году, 28 октября 2014 года, Run the Jewels выпустили второй альбом, Run the Jewels 2.
25 сентября 2015 года дуэт выпустил перезаписанную версию альбома Run the Jewels 2, в котором все инструментальные партии заменены на звуки мурчания и мурлыкания, под названием Meow the Jewels.
Третий альбом, Run the Jewels 3, вышел 24 декабря 2016 года.
Их четвертый альбом, RTJ4, вышел 3 июня 2020 года.
4 июля 2022 года Киллер Майк выпустил свой первый за 10 лет сольный сингл «Run».

## Активизм
Майкл регулярно высказывается на темы социального неравенства, полицейской жестокости и институционального расизма. Его взгляды отражены в музыке, а также в интервью средствам массовой информации.
Комментируя беспорядки в Балтиморе в 2015 году, связанные со смертью Фредди Грея, Киллер Майк отметил, что он понимает разочарование, приводящее к насильственным демонстрациям, но призвал протестующих использовать свою энергию для организации долгосрочных перемен. В своей статье журналу «Billboard» Майкл заявил:
Для жителей Балтимора — я не критикую беспорядки, потому что я их понимаю. Но после того, как пожары утихнут: организуйтесь, разработайте стратегию и мобилизуйтесь. Как и у Фергюсона, у вас есть возможность начать все сначала. У меня нет решения, потому что кто бы там ни был, он должен будет его придумать. Но нам нужны общественные отношения: беспорядки — это язык неуслышанных.Killer Mike о беспорядках в Балтиморе

### Участие в политике
В июне 2015 года Майкл ненадолго баллотировался в качестве кандидата на должность представителя от 55-го округа Джорджии в Палате представителей Джорджии. Он не был зарегистрирован, однако предлагал вписывать своё имя в бюллетени.
Майк объявил о своей поддержке демократического кандидата в президенты США Берни Сандерса в июне 2015 года после того, как Сандерс объявил о своем намерении восстановить закон об избирательных правах 1965 года. Майк записал интервью с кандидатом в президенты, которое опубликовал в шести частях на своём ютуб-канале. В последующие месяцы он оставался активным сторонником Сандерса, выступал с речами на митингах, выражал поддержку в телевизионных интервью и в социальных сетях, а также путешествовал вместе с кампанией. После выхода Сандерса из гонки Майк отказался поддержать Хиллари Клинтон.
В июне 2017 года поддержал лидера Лейбористской партии Джереми Корбина на выборах в Великобритании в 2017 году.
В 2020 году Майк поддержал Рафаэля Уорнока и Джона Оссоффа на внеочередных выборах в Сенат Соединенных Штатов в 2020—2021 годах в Джорджии, и оба они победили.
Так же в 2020 рэпер вновь поддержал Берни Сандерса в качестве кандидата в президенты США от Демократической партии. Они вновь записали совместное интервью, в этот раз обсудив социальное неравенство, проблемы здравоохранения США, цены на инсулин и студенческие долги.
В марте 2021 года Майкл выступил на митинге Профсоюза розничной торговли, оптовой торговли и универмагов. Он раскритиковал корпоративную политику Amazon за сверхэксплуатацию работников и призвал всех сотрудников компании объединяться в профсоюз.

## Дискография

### Альбомы
- 2003: Monster
- 2006: I Pledge Allegiance to the Grind
- 2008: I Pledge Allegiance to the Grind II
- 2009: Underground Atlanta
- 2011: Pl3dge
- 2012: R.A.P. Music
- 2023:  Michael

### Микстейпы
- 2006: Gangsta Grillz, Vol. 6 (mit DJ Drama)

### Синглы
- 2002: «Akshon»
- 2003: «A.D.I.D.A.S.»
- 2005: «Get 'Em Shawty»
- 2005: «My Chrome»
- 2008: «2 Sides»
- 2009: «Imma Fool Wit It»
- 2010: «Ready Set Go»
- 2012: «Big Beast»

## Фильмография
- 2005: Aqua Teen Hunger Force — телефон Boost Mobile[англ.]
- 2006: Вне закона — камео
- 2006—2008: Фриски Динго — Такуил
- 2012—2014: Шоу Эрика Андре — камео
- 2017: Звери — Лиса 1
- 2017: Малыш на драйве — камео
- 2017: Южный Парк — исполнитель трека Locked Up In Here
- 2018: Предупреждение о срабатывании с Killer Mike (документальный фильм) — ведущий
- 2019: Мама назвала меня шерифом — Доктор
- 2020: Птица доброго Господа — камео
- 2021: Америка: Фильм — Джон Генри / Кузнец
- 2022: Озарк — играет себя
- 2023: Миллиарды — играет себя

## Награды

### Грэмми
| Год  | Номинированная работа                 | Награда                                  | Результат |
| ---- | ------------------------------------- | ---------------------------------------- | --------- |
| 2003 | The Whole World (совместно с Outcast) | Лучшее рэп-исполнение дуэтом или группой | Выиграл   |

### Billboard
В 2020 году Киллер Майк стал лауреатом первой в истории премии Billboard Change Maker Award, созданной для признания артиста или группы, которые говорят правду о власти с помощью своей музыки и известности.